# Sergej Kokšarov
Sergej Ivanovič Kokšarov (ruski: Сергей Иванович Кокшаров) ruski je dizajner vatrenog oružja pri tvrtki Kovrov. Najpoznatiji je kao glavni dizajner jurišne puške AEK-971. Ta jurišna puška bila je na ruskom javnom natječaju za uvođenje nove jurišne puške u ruske vojne postrojbe glavni konkurent kasnijem pobjedniku, AN-94 Abakanu (dizajnirao Gennadij Nikonov).
Kokšarova puška AEK-971 koristi sovjetske kalibre od 5.56 i 7.62 mm.